# Lista de membros titulares da Academia Brasileira de Ciências empossados em 2018
Esta lista contém os nomes dos membros titulares da Academia Brasileira de Ciências empossados em 2018.
| Imagem | Nome                             | Datas de nascimento e falecimento | Local de nascimento | Área de especialização | Alma mater     | Data de posse      | Conhecido por | Referências |
| ------ | -------------------------------- | --------------------------------- | ------------------- | ---------------------- | -------------- | ------------------ | --- | ----------- |
|        | Acelino Couto Alfenas            | 06 de dezembro de 1950            |                     | Ciências Agrárias      | UFV            | 09 de maio de 2018 | | [ 2 ]       |
|        | Alicia Juliana Kowaltowski       | 02 de abril de 1974               |                     | Ciências Biológicas    | UNICAMP        | 09 de maio de 2018 | | [ 3 ]       |
|        | Amilcar Tanuri                   | 04 de setembro de 1958            |                     | Ciências Biomédicas    | UFRJ           | 09 de maio de 2018 | | [ 4 ]       |
|        | Antonio Gomes de Souza Filho     | 12 de junho de 1975               |                     | Ciências Físicas       | UFC            | 09 de maio de 2018 | | [ 5 ]       |
|        | Antonio Salvio Mangrich          | 26 de junho de 1939               |                     | Ciências Químicas      | IME e UERJ     | 09 de maio de 2018 | | [ 6 ]       |
|        | Célia Regina da Silva Garcia     | 10 de julho de 1958               |                     | Ciências Biomédicas    | UFRJ           | 09 de maio de 2018 | Membro da Royal Society | [ 7 ]       |
|        | Celina Maria Turchi Martelli     | 03 de julho de 1952               |                     | Ciências da Saúde      | UFG            | 09 de maio de 2018 | Foi eleita entre as dez personalidades mais influentes no ciência pela Revista Nature (2016) e entre as 100 pessoas mais influentes pela Revista TIME (2017). | [ 8 ] [ 9 ] |
|        | Dilce de Fátima Rossetti         | 13 de agosto de 1962              |                     | Ciências da Terra      | UFPR           | 09 de maio de 2018 | Em 2011, recebeu, da Elsevier, o prêmio de artigo mais citado no período de 2005 a 2010.                                                                      | [ 10 ]      |
|        | Eduardo Luiz Gonçalves Rios Neto | 11 de fevereiro de 1956           |                     | Ciências Sociais       | UFMG           | 09 de maio de 2018 | | [ 11 ]      |
|        | Jose Felipe Linares Ramirez      | 04 de abril de 1961               |                     | Ciências Matemáticas   | UCV, Venezuela | 09 de maio de 2018 | | [ 12 ]      |
|        | José Renan de Medeiros           | 24 de setembro de 1952            |                     | Ciências Físicas       | UFRN           | 09 de maio de 2018 | | [ 13 ]      |
|        | Milton José Porsani              | 22 de outubro de 1952             |                     | Ciências da Terra      | USP            | 09 de maio de 2018 | | [ 14 ]      |
|        | Paulo Sérgio Ramirez Diniz       | 02 de janeiro de 1956             |                     | Ciências da Engenharia | UFRJ           | 09 de maio de 2018 | | [ 15 ]      |
|        | Roberto Manuel Torresi           | 03 de junho de 1958               | Argentina           | Ciências Químicas      | UNC, Argentina | 09 de maio de 2018 | | [ 16 ]      |
|        | Romildo Dias Toledo Filho        | 15 de dezembro de 1960            |                     | Ciências da Engenharia | UFPB           | 09 de maio de 2018 | | [ 17 ]      |